# Мадагаскарская острозубая акула
Мадагаскарская острозубая акула (лат. Negaprion acutidens) — вид из семейства серых акул. Она широко распространёна в тропических водах Индийского и Тихого океанов. Данный вид близкородственен лимонной акуле (Negaprion brevirostris), обитающей около побережья обеих Америк. Эти два вида практически неразличимы внешне, у обоих крепкое телосложение и широкие головы, спинные плавники практически равны по размеру; для обоих видов характерна окраска с явным жёлтым оттенком. Однако мадагаскарская острозубая акула отличается от лимонной более серповидными по форме плавниками. Это крупная рыба, вырастающая до 3,8 м в длину. Предпочитает жить на глубине не более 92 м, населяет различные среды обитания: от мангровых лесов в устьях рек до коралловых рифов.
Это неторопливый хищник, питающийся в основном костными рыбами. Иногда мигрирует на большие расстояния, однако в некоторых местах эти акулы встречаются в большом количестве круглый год. Как и другие представители семейства, этот вид живородящий. Самка рождает не более 13 детёнышей раз в 2 года, беременность длится от 10 до 11 месяцев. Хотя эти акулы и представляют потенциальную опасность для человека и склонны давать решительный отпор, в нормальных условиях мадагаскарская острозубая акула осторожна и предпочтёт отступить. Международный союз охраны природы (IUCN) оценивает положение этого вида как уязвимое. Малая продуктивность размножения и ограниченные миграции ограничивают возможности восстановления истощённых популяций. У побережья Индии и Юго-Восточной Азии популяциям этого вида был нанесён значительный ущерб (возможно, эти популяции даже полностью вымерли) из-за неограниченного вылова ради мяса, плавников и жира из их печени.

## Таксономия и эволюционная история
Мадагаскарская острозубая акула впервые была описана под названием Carcharias acutidens немецким натуралистом Эдуардом Рюппелем в его работе «Рыбы Красного моря» в 1837 году. В 1940 году австралийский ихтиолог Гилберт Перси Уитли доказал, что этот вид относится к недавно на тот момент признанному роду Negaprion. Особь, послужившая образцом этого вида для его научного описания, была исследована в 1960 году. Это был экземпляр длиной 68 см, пойманный в Красном море около Джидды, Саудовская Аравия. Видовое название «acutidens» означает «острозубая» в переводе с латинского языка.
Исследования микросаттелитов в ДНК этого вида показывают, что мадагаскарская острозубая акула отделилась от своего ближайшего родственника лимонной акулы Negaprion brevirostris 10–14 миллионов лет назад. Тогда исчезновение океана Тетис отделило лимонных акул Индийского океана от атлантической популяции. Предком обоих видов лимонных акул может быть Negaprion eurybathrodon, чьи окаменелые зубы находят и в США и в Пакистане. Морфологический и молекулярный филогенетический анализ показывает, что род Negarpion родственен белопёрой рифовой акуле (род Triaenodon) и щелеглазой серой акуле (род Loxodon). Все эти 3 рода занимают среднюю позицию на эволюционном древе серых акул, находясь между наиболее примитивными (Galeocerdo, Rhizoprionodon и Scoliodon) и наиболее эволюционно продвинутыми (Carcharhinus и Sphyrna) родами.

## Ареал и характерные среды обитания
Ареал мадагаскарской острозубой акулы тянется от Южной Африки до Красного моря (включая Маврикий, Сейшельские острова и Мадагаскар), продолжается на восток вдоль побережья Индийского субконтинента до Юго-Восточной Азии, на север доходит до Тайваня и Филиппин, на юг — до Новой Гвинеи и северного побережья Австралии. Этот вид также встречается вокруг многочисленных островов Тихого океана, в том числе Новой Каледонии, Палау, Маршалловых Островов, Соломоновых Островов, Фиджи, Вануату и Французской Полинезии. Скорее всего, этот вид колонизовал центральную часть Тихого океана потому, что иногда «прыгал» от одного острова к другому. Значительные генетические различия между мадагаскарскими острозубыми акулами Австралии и Французской Полинезии (расстояние 750 км) показывают, что различные региональные субпопуляции этого вида смешиваются незначительно.
Населяя прибрежные зоны континентального или островного шельфа, острозубая рифовая акула встречается от приливно-отливной зоны (литорали) до глубины 92 м. Предпочитает среды, где вода темна и неподвижна: бухты, заливы, речные устья, лагуны. Также встречается над песчаными отмелями и отдалёнными от берега рифами. Иногда отдельные особи отправляются в открытое море; одна из таких была в 1971 году заснята в документальном фильме «Голубые воды, белая смерть» («Blue Water, White Death»), там она показана невдалеке от трупа кашалота (Physeter macrocephalus). Молодые острозубые акулы часто встречаются на мелких участках рифов и вокруг мангровых зарослей, где так мелко, что их спинные плавники торчат из воды. В бухте Херальда, в Западной Австралии, у мадагаскарских острозубых акул «детский сад» — множество молодых особей живёт над открытыми участками дна и в манграх на глубинах до 3 м, но не на участках, заросших морской травой Posidonia australis.

## Биология и экология вида
Будучи медлительной, мадагаскарская острозубая акула обычно спокойно кружит над самым дном или тихо лежит на дне. В отличие от большинства других серых акул она может активно прокачивать воду через жабры. Однако в поисках пищи она приближается к поверхности воды. Эта акула редко пускается в длительную погоню. Исследования, проведённые на атолле Альдабра (Сейшельские острова), показали, что 90 % помеченных акул к моменту вторичной поимки не ушли дальше чем на 2 км от того места, где были помечены. Другое исследование, проведённое на острове Моореа (Французская Полинезия), демонстрирует, что некоторые из местных акул жили в окрестностях острова круглый год, в то время как другие оказались более склонны к миграциям и посещали омывающие остров воды только время от времени.
Более 90 % рациона мадагаскарской острозубой акулы составляют донные и прибрежные костистые рыбы, в том числе: сельди, кефалевые, скумбрии, атериновые, сарганы (морские иглы), силлаговые, спаровые, морские сомы, спинороги, рыбы-попугаи, рыбы-ежи. Время от времени острозубые акулы едят также головоногих и ракообразных, взрослые могут добывать также скатов-хвостоколов и скатов из семейства рохлевых. Скатов могут добывать только самые крупные особи.
Мадагаскарские острозубые акулы страдают от ряда паразитов, таких как ленточные черви Paraorygmatobothrium arnoldi, Pseudogrillotia spratti, Phoreiobothrium perilocrocodilus и Platybothrium jondoeorum. Этих акул замечали отдыхающими на дне и дающими себя чистить губанам-чистильщикам Labroides dimidiatus. Во время чистки акула открывает пасть и задерживает дыхание на время до 150 секунд, чтобы позволить губану почистить её пасть и жабры.
Развивающийся эмбрион присоединён к организму матери плацентой, образовавшейся из его опустошённого желточного мешка. Самка рожает от 1 до 13 (обычно 6–12) детёнышей раз в 2 года, делая это в мелководных «яслях». Беременность длится 10–11 месяцев. В отличие от американской лимонной акулы, мадагаскарская острозубая возвращается для размножения туда, где родилась сама (хотя доказательства этого достаточно скудны). Роды у Мадагаскара и Альдабры происходят в октябре–ноябре, около Французской Полинезии в январе. Овуляция и спаривания небеременных самок происходят примерно в это же время. Плацента развивается примерно через 4 месяца беременности, когда у эмбриона ещё сохраняются остатки наружных жабр. Длина новорожденного детёныша — от 45 до 80 см. Детёныши растут медленно, примерно на 12,5–15,5 см в год. К моменту полового созревания вырастают до 2,2–2,4 м вне зависимости от пола.

## Взаимодействие с человеком
Мадагаскарской острозубой акуле приписывают несколько предположительно беспричинных нападений на человека. Из-за своего пугающего размера и зубов она считается потенциально опасной. Акула этого вида наверняка будет защищаться быстро и решительно, если к ней прикоснуться, поразить её гарпуном или иначе спровоцировать или потревожить. Взволнованная один раз, эта акула будет настойчиво атаковать: в одном из описанных случаев она заставила пловца искать убежища на вершине коралловой глыбы и несколько часов кружила около него. Однако наблюдения ныряльщиков показывают, что обычно острозубые акулы реагируют на приближение человека осторожно и нерешительно, даже если им показать приманку. Часто, завидев ныряльщика, акула уплывает. Как сообщается, молодые особи более агрессивны и любопытны, чем взрослые. На острове Моореа кормление острозубых акул — ежедневный аттракцион для эко-туристов. Эти акулы хорошо привыкают к неволе, их часто показывают в общественных аквариумах.
Международный союз охраны природы (IUCN) оценивает положение мадагаскарской острозубой акулы как «уязвимое». Этих акул ловят с помощью заякоренных или плавающих сетей, ограждающих пляжи сетей, а также ярусов. Их мясо продают (сырым, солёным или сушёным) для употребления в пищу, из плавников варят суп, из жира их печени добывают витамины. Из-за низких темпов размножения и ограниченности миграций, этот вид высоковосприимчив к чрезмерному вылову. У побережья Юго-Восточной Азии мадагаскарская острозубая акула стала редкой из-за всё возрастающего неконтролируемого рыболовства. Для указанного региона IUCN считает её видом, находящимся в опасности. Широкомасштабное разрушение среды её обитания, в том числе загрязнение и использование взрывчатых веществ для рыбной ловли на коралловых рифах, сокращение площади мангровых лесов — всё это дополнительные угрозы сохранению острозубой акулы в Юго-Восточной Азии. На некоторых участках прибрежных вод Индии и Таиланда эта акула уже исчезла. В последние годы её не добывали и в Индонезии, хотя ранее здесь этих акул было очень много. У побережья Австралии мадагаскарская острозубая акула добывается редко, как за счёт прилова, так и намеренно. Для Австралии она считается видом, вызывающим наименьшие опасения.

## Внешние ссылки
- Sicklefin lemon shark (Negaprion acutidens) на сайте FishBase
- Sicklefin lemon shark (Negaprion acutidens) на сайте IUCN Red List
- Sicklefin lemon shark (Negaprion acutidens) Архивная копия от 8 декабря 2015 на Wayback Machine at Florida Museum of Natural History Ichthyology Department